# Distretto di Şalpazarı
Il distretto di Şalpazarı (in turco Şalpazarı ilçesi) è uno dei distretti della provincia di Trebisonda, in Turchia.